# Kalmar AIK
Der Kalmar Allmänna Idrottsklubb Fotbollsklubb (kurz: Kalmar AIK FK) ist ein schwedischer Fußballverein aus Kalmar. Im Laufe der über hundertjährigen Vereinsgeschichte spielte die Mannschaft mehrmals in der zweiten schwedischen Liga. 

## Geschichte
Am 22. November 1903 gründete sich unter dem Namen Glad ungdom der erste Vorgängerverein des Kalmar AIK. Zwei Jahre später änderte der Klub seinen Namen in IK Örnen. Wiederum zwei Jahre später entstand mit IK Falken der zweite Vorgängerklub. 1909 kam es zu einer erneuten Namensänderung, als IK Örnen in Kalmar Idrottsklubb umgetauft wurde. 1917 schlossen sich IK Falken und Kalmar Idrottsklubb zum Kalmar Allmänna Idrottsklubb zusammen.
Mit Einführung des Ligasystems in Schweden in den 1920er Jahren kam Kalmar AIK in die dritte Liga. 1929 und 1930 gelang jeweils der Staffelsieg in der Division 3 Sydöstra. Nachdem der Klub im ersten Jahr an BK Derby in der Aufstiegsrunde gescheitert war, gelang im folgenden Jahr gegen Motala AIF erstmals der Aufstieg in die zweite Liga. Hier erwies sich das Spielniveau als zu hoch und gemeinsam mit Lokalrivalen Kalmar FF stieg der Klub direkt wieder ab. Nach dem sofortigen Wiederaufstieg folgte zusammen mit IFK Karlshamn der erneute Abstieg. Kalmar AIK etablierte sich in der dritten Liga im vorderen Bereich und schaffte 1938 erneut den Staffelsieg. Wiederum verpasste die Mannschaft in der zweiten Liga den Klassenerhalt, konnte jedoch als Staffelsieger sofort zurückkehren. In der Zweitliga-Spielzeit 1940/41 erreichte der Klub hinter Halmstads BK und IS Halmia den dritten Platz, konnte aber in der folgenden Spielzeit nicht an den Erfolg anknüpfen und belegte zusammen mit IFK Kristianstad einen Abstiegsplatz. Bis zum erneuten Aufstieg dauerte es drei Jahre, wiederum blieb der Klub zwei Jahre in der zweithöchsten Spielklasse.
Kalmar AIK verblieb in den folgenden Jahren zunächst in der dritten Liga. 1953 stürzte die Mannschaft als Schlusslicht der Division 3 Södra mit Ronneby BK und IFK Värnamo in die Viertklassigkeit ab. Nach dem sofortigen Wiederaufstieg verpasste sie hinter Husqvarna IF und Waggeryds IK als Tabellendritter einen der beiden Aufstiegsplätze zur zweiten Liga. Zwei Jahre später gelang letztlich die Rückkehr in die Zweitklassigkeit, wo sich die Mannschaft nicht über die Spielzeit 1957/58 halten konnte. Es folgte der direkte Absturz in die vierte Liga. In der Folge spielte die Mannschaft auf dem dritten und vierten Spielniveau, bis sie sich ab dem Aufstieg Ende 1970 in der Drittklassigkeit etablierte.
1978 gelang Kalmar AIK der Staffelsieg in der Division 3 Sydöstra Götaland. In der anschließenden Aufstiegsrunde verlor die Mannschaft einzig gegen Grimsås IF und schaffte als Zweiter vor Råå IF und IFK Tidaholm der Aufstieg in die zweite Liga. Nach einem zehnten Platz im ersten Jahr nach der Rückkehr, verpasste die Mannschaft als 13. im Folgejahr den Klassenerhalt. 1982 gelang der Wiederaufstieg und dieses Mal hielt sich die Mannschaft längerfristig auf dem zweiten Spielniveau. 1991 verpasste sie in der Frühjahrsmeisterschaft den Klassenerhalt und spielte in den folgenden Jahren erneut nur drittklassig. Nach dem Abstieg in die vierte Liga 1999 und dem sofortigen Wiederaufstieg verpasste Kalmar AIK erneut den Klassenerhalt und stürzte in der Folge bis in die Sechstklassigkeit ab.